# Juan Manuel Olivera
Juan Manuel Olivera López (Montevidéu, 14 de agosto de 1981) é um ex-futebolista uruguaio que atuava como atacante.

## Carreira
Na temporada 2011-12, Olivera recebeu uma oferta do Al-Wasl de Dubai que joga o Campeonato Emiratense sob a supervisão do lendário Diego Armando Maradona. Ele aceitou a oferta.
Em 2012, voltou ao Peñarol, onde foi campeão e artilheiro isolado do Campeonato Uruguaio de Futebol de 2012–13. Em 2013, acertou com o  Náutico para a disputa do Campeonato Brasileiro. Marcou seu primeiro gol no clássico contra o Sport, pela Copa Sul-Americana de 2013. Na rodada seguinte do Brasileiro, marcou o único gol do Náutico na goleada do Atlético Paranaense por 4 a 1.
Em 2013,tambem no seu primeiro jogo contra o sport,ao marcar um golaço,um chutaço de fora da área,foi indicado pela FIFA a participar do prêmio puskas ,ficou entre os 10,o campeão foi Ibrahimovic marcando de bicicleta da intermediaria contra a Inglaterra.

## Títulos
Danubio
- Campeonato Uruguaio: 2004

Libertad
- Campeonato Paraguaio (Torneo Apertura): 2008
- Campeonato Paraguaio (Torneo Clausura): 2008

Universidad de Chile
- Campeonato Chileno (Torneo Apertura): 2009
- Copa Gato: 2010

Peñarol
- Campeonato Uruguaio: 2012–13